# Дзугарелли, Антонио
Антонио (Тонино) Дзугарелли (итал. Antonio (Tonino) Zugarelli; род. 17 января 1950, Рим) — итальянский теннисист и теннисный тренер. Победитель 2 турниров тура Гран-При (1 в одиночном разряде), обладатель Кубка Дэвиса (1976) в составе сборной Италии.

## Биография
Родился и вырос в бедных кварталах Рима после смерти двух старших сыновей в семье в результате рабочей травмы. Отец, каменщик и разнорабочий, был выходцем с Сицилии. С детства Тонино был вынужден работать, помогая семье; среди прочих способов подработки подавал мячи и убирал корты в теннисных клубах. В 8 лет на руку мальчика обвалился штабель деревянных реек, и врачи были вынуждены ампутировать ему фалангу на правой руке, что впоследствии отразилось на необычной хватке ракетки.
В юности увлекался футболом, входил в состав местной юношеской сборной команды. Получил приглашение на отбор в элитный итальянский клуб «Рома», но после первого просмотра юношу отправили в дочерний клуб «укреплять кости», и он, расстроенный таким отношением, отказался от футбола в пользу тенниса. Свой первый одиночный турнир сыграл в 18 лет. В том же году выиграл юношеский чемпионат Италии в 3-й категории. В 1971 году дебютировал в составе сборной Италии в Кубке Дэвиса и принёс команде очки в обеих своих встречах с соперниками из Болгарии и Югославии.
Став профессионалом, в основном выступал в небольших турнирах за скромные призовые, редко выбираясь в Америку или Австралию из-за дороговизны билетов. В 1973 году во внутреннем итальянском рейтинге занимал 2-е место, а в 1974 и 1975 годах — 3-е. Дважды (в 1973 и 1975 годах) выигрывал национальный чемпионат Италии в помещениях в одиночном разряде, добавив титул в парах в 1976 году. В 1976 году завоевал также свой единственный международный титул в одиночном разряде, выиграв у Коррадо Барадзутти в финале Открытого чемпионата Швеции. В том же сезоне, заменяя Барадзутти в основном составе сборной Италии, принёс ей два очка в финале Европейской зоны, игравшемся в Великобритании. Дзугарелли обыграл сначала Роджера Тейлора, а затем Джона Ллойда и помог сборной Италии выйти в межзональный финал Кубка Дэвиса. В финале итальянцы победили, также в гостях, сборную Чили и впервые в истории стали обладателями Кубка Дэвиса.
В 1977 году пробился в финал Открытого чемпионата Италии после побед над Желько Франуловичем и Филом Дентом. В финальном матче уступил в равном тай-брейке в четвёртом сете американцу Витасу Герулайтису. После этого Дзугарелли вошёл в число 30 сильнейших теннисистов мира в одиночном разряде. В дальнейшем, однако, аналогичных успехов он уже не добивался, хотя в 1978 году сумел выиграть турнир Гран-При в Брюсселе в паре с французом Жаном-Луи Хайе, а в 1979 году во второй раз за карьеру вышел в финал Кубка Дэвиса со сборной Италии. На этот раз, однако, итальянцы проиграли в гостях сборной США с сухим счётом. В общей сложности провёл за сборную Италии 15 матчей, одержав 6 побед при 9 поражениях в одиночном разряде и 1 победу в парном.
Продолжал выступать до 1983 года. Последний финал в парном разряде сыграл в 1979 году в Открытом чемпионате Австрии. В дальнейшем стал теннисным тренером, возглавлял теннисную школу Foro Italico в Риме. Издал автобиографическую книгу «Дзуга: искупление последнего сына» (итал. Zuga: il riscatto di un ultimo).

## Стиль игры
Дзугарелли отличала надёжная, профессиональная игра, делавшая его хорошим партнёром в парном разряде, где на него полагались Адриано Панатта и Коррадо Барадзутти. Среди сильных сторон игры Дзугарелли были быстрое передвижение по корту и сильный, хлёсткий форхенд. Артур Эш называл итальянца одним из немногих (наряду с Николой Пьетранджели и Мануэлем Сантаной), кто умеет играть по поднимающемуся мячу с задней линии.

## Позиция в рейтинге в конце сезона
| Год              | 1973 | 1974 | 1975 | 1976 | 1977 | 1978 | 1979 | 1980 | 1981 | 1982 |
| ---------------- | ---- | ---- | ---- | ---- | ---- | ---- | ---- | ---- | ---- | ---- |
| Одиночный разряд | 69   | 73   | 90   | 30   | 44   | 107  | 135  | 128  | 287  | 267  |
| Парный разряд    |      |      |      | 144  | 196  | 81   | 141  | 240  |      | 363  |

## Финалы турниров за карьеру

### Одиночный разряд (1-1)
| Результат | №  | Дата        | Турнир         | Покрытие | Соперник в финале  | Счёт в финале      |
| --------- | -- | ----------- | -------------- | -------- | ------------------ | ------------------ |
| Победа    | 1. | 7 июля 1976 | Бостад, Швеция | Грунт    | Коррадо Барадзутти | 4-6, 7-5, 6-2      |
| Поражение | 1. | 22 мая 1977 | Рим, Италия    | Грунт    | Витас Герулайтис   | 2-6, 6-7, 6-3, 6-7 |

### Парный разряд (1-5)
| Результат | №  | Дата           | Турнир            | Покрытие  | Партнёр            | Соперники в финале                | Счёт в финале |
| --------- | -- | -------------- | ----------------- | --------- | ------------------ | --------------------------------- | ------------- |
| Поражение | 1. | 16 марта 1975  | Мюнхен, ФРГ       | Ковёр (i) | Коррадо Барадзутти | Фрю Макмиллан Боб Хьюитт          | 3-6, 4-6      |
| Поражение | 2. | 28 марта 1976  | Валенсия, Испания | Грунт     | Коррадо Барадзутти | Мануэль Орантес Хуан Хисберт      | без игры      |
| Поражение | 3. | 22 января 1978 | Балтимор, США     | Ковёр (i) | Роджер Тейлор      | Фрю Макмиллан Фред Макнейр        | 3-6, 5-7      |
| Победа    | 1. | 18 июня 1978   | Брюссель, Бельгия | Грунт     | Жан-Луи Хайе       | Владимир Зедник Онни Парун        | 6-3, 5-6, 7-5 |
| Поражение | 4. | 26 ноября 1978 | Болонья, Италия   | Ковёр (i) | Жан-Луи Хайе       | Джон Макинрой Питер Флеминг       | 1-6, 4-6      |
| Поражение | 5. | 29 июля 1979   | Кицбюэль, Австрия | Грунт     | Дик Крили          | Хайнц Гюнтхардт Желько Франулович | 2-6, 4-6      |

### Командные турниры (1-1)
| Результат | №  | Год  | Турнир       | Место финала       | Покрытие  | Команда                                                        | Соперники в финале                                | Счёт |
| --------- | -- | ---- | ------------ | ------------------ | --------- | -------------------------------------------------------------- | ------------------------------------------------- | ---- |
| Победа    | 1. | 1976 | Кубок Дэвиса | Сантьяго, Чили     | Грунт     | Италия К. Барадзутти, П. Бертолуччи, А. Дзугарелли, А. Панатта | Чили П. Корнехо, Б. Пражу, Х. Фильоль             | 4:1  |
| Поражение | 1. | 1979 | Кубок Дэвиса | Сан-Франциско, США | Ковёр (i) | Италия К. Барадзутти, П. Бертолуччи, А. Дзугарелли, А. Панатта | США В. Герулайтис, Б. Лутц, Дж. Макинрой, С. Смит | 0:5  |